# Polycarpaea tenax
Polycarpaea tenax är en nejlikväxtart som beskrevs av I.D. Cowie. Polycarpaea tenax ingår i släktet Polycarpaea och familjen nejlikväxter. Inga underarter finns listade i Catalogue of Life.